# Campeonato Europeo de Natación de 2021
El XXXV Campeonato Europeo de Natación se celebró en Budapest (Hungría) entre el 10 y el 23 de mayo de 2021 bajo la organización de la Liga Europea de Natación (LEN) y la Federación Húngara de Natación.
Originalmente, el campeonato iba a realizarse en mayo de 2020, pero debido a la pandemia de COVID-19 tuvo que ser pospuesto.
Se realizaron competiciones de natación, natación artística, saltos y natación en aguas abiertas. Los primeros tres deportes tuvieron como sede las piscinas de la Arena Danubio, las competiciones de aguas libres se efectuaron en las aguas del lago Lupa.

## Calendario
| ● | Ceremonia de apertura | 1 | Finales | ● | Ceremonia de clausura |

| Mayo de 2021               | 10 lun | 11 mar | 12 mié | 13 jue | 14 vie | 15 sáb | 16 dom | 17 lun | 18 mar | 19 mié | 20 jue | 21 vie | 22 sáb | 23 dom | Finales por deporte |
| -------------------------- | ------ | ------ | ------ | ------ | ------ | ------ | ------ | ------ | ------ | ------ | ------ | ------ | ------ | ------ | ------------------- |
| Ceremonias                 | ●      |        |        |        |        |        |        |        |        |        |        |        |        | ●      |                     |
| Saltos                     | 1      | 2      | 2      | 2      | 2      | 2      | 2      |        |        |        |        |        |        |        | 13                  |
| Natación en aguas abiertas |        |        | 2      | 2      |        | 1      | 2      |        |        |        |        |        |        |        | 7                   |
| Natación                   |        |        |        |        |        |        |        | 4      | 6      | 6      | 6      | 6      | 6      | 9      | 43                  |
| Natación artística         | 2      | 1      | 2      | 1      | 3      | 1      |        |        |        |        |        |        |        |        | 10                  |
| Finales por día            | 3      | 3      | 6      | 5      | 5      | 4      | 4      | 4      | 6      | 6      | 6      | 6      | 6      | 9      | 73                  |

## Resultados de natación

### Masculino
| Evento                    | Oro                                                                                              | Plata                                                                                       | Bronce                                                                                         |
| ------------------------- | ------------------------------------------------------------------------------------------------ | ------------------------------------------------------------------------------------------- | ---------------------------------------------------------------------------------------------- |
| 50 m libre (23.05)        | Ari-Pekka Liukkonen · Finlandia · 21,61                                                          | Benjamin Proud Reino Unido 21,69                                                            | Kristian Golomeev · Grecia · 21,73                                                             |
| 100 m libre (19.05)       | Kliment Kolesnikov · Rusia · 47,37                                                               | Alessandro Miressi · Italia · 47,45                                                         | Andrei Minakov · Rusia · 47,74                                                                 |
| 200 m libre (21.05)       | Martin Maliutin · Rusia · 1:44,79                                                                | Duncan Scott Reino Unido 1:45,19                                                            | Thomas Dean Reino Unido 1:45,34                                                                |
| 400 m libre (17.05)       | Martin Maliutin · Rusia · 3:44,18                                                                | Felix Auböck · Austria · 3:44,63                                                            | Danas Rapšys · Lituania · 3:45,39                                                              |
| 800 m libre (22.05)       | Myjailo Romanchuk · Ucrania · 7:42,61                                                            | Gregorio Paltrinieri · Italia · 7:43,62                                                     | Gabriele Detti · Italia · 7:46,10                                                              |
| 1500 m libre (19.05)      | Myjailo Romanchuk · Ucrania · 14:39,89                                                           | Gregorio Paltrinieri · Italia · 14:42,91                                                    | Domenico Acerenza · Italia · 14:54,36                                                          |
| 50 m espalda (18.05)      | Kliment Kolesnikov · Rusia · 23,80 RM                                                            | Robert Glință · Rumania · 24,42                                                             | Hugo González de Oliveira · España · 24,47                                                     |
| 100 m espalda (20.05)     | Robert Glință · Rumania · 52,88                                                                  | Hugo González de Oliveira · España · 52,90                                                  | Apóstolos Jristu · Grecia · Yohann Ndoye-Brouard · Francia · 52,97                             |
| 200 m espalda (22.05)     | Yevgueni Rylov · Rusia · 1:54,46                                                                 | Luke Greenbank Reino Unido 1:54,62                                                          | Roman Mityukov · Suiza · 1:56,33                                                               |
| 50 m braza (22.05)        | Adam Peaty Reino Unido 26,21                                                                     | Ilia Shymanovich · Bielorrusia · 26,55                                                      | Nicolò Martinenghi · Italia · 26,68                                                            |
| 100 m braza (18.05)       | Adam Peaty Reino Unido 57,66                                                                     | Arno Kamminga · Países Bajos · 58,10                                                        | James Wilby Reino Unido 58,58                                                                  |
| 200 m braza (20.05)       | Anton Chupkov · Rusia · 2:06,99                                                                  | Arno Kamminga · Países Bajos · 2:07,35                                                      | Erik Persson · Suecia · 2:07,66                                                                |
| 50 m mariposa (21.05)     | Szebasztián Szabó · Hungría · 23,00                                                              | Andri Hovorov · Ucrania · 23,01                                                             | Andrei Zhilkin · Rusia · 23,08                                                                 |
| 100 m mariposa (23.05)    | Kristóf Milák · Hungría · 50,18                                                                  | Iosif Miladinov Bulgaria 50,93                                                              | James Guy Reino Unido 50,99                                                                    |
| 200 m mariposa (19.05)    | Kristóf Milák · Hungría · 1:51,10                                                                | Federico Burdisso · Italia · 1:54,28                                                        | Tamás Kenderesi · Hungría · 1:54,43                                                            |
| 200 m estilos (20.05)     | Hugo González de Oliveira · España · 1:56,76                                                     | Jérémy Desplanches · Suiza · 1:56,95                                                        | Alberto Razzetti · Italia · 1:57,25                                                            |
| 400 m estilos (23.05)     | Ilia Borodin · Rusia · 4:10,02                                                                   | Alberto Razzetti · Italia · 4:11,17                                                         | Max Litchfield Reino Unido 4:11,56                                                             |
| 4 × 100 m libre (17.05)   | Rusia · Andrei Minakov · Alexandr Shchogolev · Vladislav Griniov · Kliment Kolesnikov · 3:10,41  | Reino Unido Thomas Dean Matthew Richards James Guy Duncan Scott 3:11,56                     | Italia · Alessandro Miressi · Lorenzo Zazzeri · Thomas Ceccon · Manuel Frigo · 3:11,87         |
| 4 × 200 m libre (19.05)   | Rusia · Martin Maliutin · Alexandr Shchogolev · Alexandr Krasnyj · Mijail Vekovishchev · 7:03,48 | Reino Unido Thomas Dean Matthew Richards James Guy Duncan Scott 7:04,61                     | Italia · Stefano Ballo · Matteo Ciampi · Marco De Tullio · Stefano Di Cola · 7:06,05           |
| 4 × 100 m estilos (23.05) | Reino Unido Luke Greenbank Adam Peaty James Guy Duncan Scott 3:28,59                             | Rusia · Kliment Kolesnikov · Kiril Prigoda · Mijail Vekovishchev · Andrei Minakov · 3:29,50 | Italia · Thomas Ceccon · Nicolò Martinenghi · Federico Burdisso · Alessandro Miressi · 3:29,93 |

### Femenino
| Evento                    | Oro                                                                          | Plata                                                                                                | Bronce                                                                                              |
| ------------------------- | ---------------------------------------------------------------------------- | --- | --------------------------------------------------------------------------------------------------- |
| 50 m libre (18.05)        | Ranomi Kromowidjojo · Países Bajos · 23,97                                   | Pernille Blume · Dinamarca · Katarzyna Wasick · Polonia · 24,17                                      | —                                                                                                   |
| 100 m libre (22.05)       | Femke Heemskerk · Países Bajos · 53,05                                       | Marie Wattel Francia 53,32                                                                           | Anna Hopkin Reino Unido 53,43                                                                       |
| 200 m libre (20.05)       | Barbora Seemanová · República Checa · 1:56,27                                | Federica Pellegrini · Italia · 1:56,29                                                               | Freya Anderson Reino Unido 1:56,42                                                                  |
| 400 m libre (23.05)       | Simona Quadarella · Italia · 4:04,66                                         | Anna Yegorova · Rusia · 4:06,05                                                                      | Boglárka Kapás · Hungría · 4:06,90                                                                  |
| 800 m libre (18.05)       | Simona Quadarella · Italia · 8:20,23                                         | Anastasiya Kirpichnikova · Rusia · 8:21,86                                                           | Anna Yegorova · Rusia · 8:26,56                                                                     |
| 1500 m libre (21.05)      | Simona Quadarella · Italia · 15:53,59                                        | Anastasiya Kirpichnikova · Rusia · 16:01,06                                                          | Martina Caramignoli · Italia · 16:05,81                                                             |
| 50 m espalda (19.05)      | Kira Toussaint · Países Bajos · 27,36                                        | Kathleen Dawson Reino Unido 27,46                                                                    | Maaike de Waard · Países Bajos · 27,74                                                              |
| 100 m espalda (21.05)     | Kathleen Dawson Reino Unido 58,49                                            | Margherita Panziera · Italia · 59,01                                                                 | Mariya Kameneva · Rusia · 59,22                                                                     |
| 200 m espalda (23.05)     | Margherita Panziera · Italia · 2:06,08                                       | Cassie Wild Reino Unido 2:07,74                                                                      | Katalin Burián · Hungría · 2:07,87                                                                  |
| 50 m braza (23.05)        | Benedetta Pilato · Italia · 29,35                                            | Ida Hulkko · Finlandia · 30,19                                                                       | Yuliya Yefimova · Rusia · 30,22                                                                     |
| 100 m braza (19.05)       | Sophie Hansson · Suecia · 1:05,69                                            | Arianna Castiglioni · Italia · 1:06,13                                                               | Martina Carraro · Italia · 1:06,21                                                                  |
| 200 m braza (21.05)       | Molly Renshaw Reino Unido 2:21,34                                            | Lisa Mamié · Suiza · 2:22,05                                                                         | Yuliya Yefimova · Rusia · 2:22,16                                                                   |
| 50 m mariposa (23.05)     | Ranomi Kromowidjojo · Países Bajos · 25,30                                   | Mélanie Henique Francia 25,46                                                                        | Emilie Beckmann Dinamarca 25,59                                                                     |
| 100 m mariposa (18.05)    | Marie Wattel · Francia · Anna Dundunaki · Grecia · 57,37                     | — | Louise Hansson · Suecia · 57,56                                                                     |
| 200 m mariposa (20.05)    | Boglárka Kapás · Hungría · 2:06,50                                           | Katinka Hosszú · Hungría · 2:08,14                                                                   | Svetlana Chimrova · Rusia · 2:08,55                                                                 |
| 200 m estilos (22.05)     | Anastasia Gorbenko Israel 2:09,99                                            | Abbie Wood Reino Unido 2:10,03                                                                       | Katinka Hosszú · Hungría · 2:10,12                                                                  |
| 400 m estilos (17.05)     | Katinka Hosszú · Hungría · 4:34,76                                           | Viktória Mihályvári-Farkas · Hungría · Aimee Willmott · Reino Unido · 4:36,81                        | —                                                                                                   |
| 4 × 100 m libre (17.05)   | Reino Unido Lucy Hope Anna Hopkin Abbie Wodd Freya Anderson 3:34,17          | Países Bajos · Ranomi Kromowidjojo · Kira Toussaint · Marrit Steenbergen · Femke Heemskerk · 3:34,29 | Francia Marie Wattel Charlotte Bonnet Anouchka Martin Assia Touati 3:35,92                          |
| 4 × 200 m libre (21.05)   | Reino Unido Lucy Hope Tamryn van Selm Holly Hibbott Freya Anderson 7:53,15   | Hungría · Zsuzsanna Jakabos · Fanni Fábián · Laura Veres · Boglárka Kapás · 7:56,26                  | Italia · Stefania Pirozzi · Sara Gailli · Simona Quadarella · Federica Pellegrini · 7:56,72         |
| 4 × 100 m estilos (23.05) | Reino Unido Kathleen Dawson Molly Renshaw Laura Stephens Anna Hopkin 3:54,01 | Rusia · Mariya Kameneva · Yuliya Yefimova · Svetlana Chimrova · Arina Surkova · 3:56,25              | Italia · Margherita Panziera · Arianna Castiglioni · Elena Di Liddo · Federica Pellegrini · 3:56,30 |

### Mixto
| Evento                    | Oro                                                                     | Plata                                                                                          | Bronce                                                                                              |
| ------------------------- | ----------------------------------------------------------------------- | ---------------------------------------------------------------------------------------------- | --------------------------------------------------------------------------------------------------- |
| 4 × 100 m libre (22.05)   | Reino Unido Duncan Scott Thomas Dean Anna Hopkin Freya Anderson 3:22,07 | Países Bajos · Stan Pijnenburg · Jesse Puts · Ranomi Kromowidjojo · Femke Heemskerk · 3:22,26  | Italia · Alessandro Miressi · Thomas Ceccon · Federica Pellegrini · Silvia Di Pietro · 3:22,64      |
| 4 × 200 m libre (18.05)   | Reino Unido Thomas Dean James Guy Abbie Wood Freya Anderson 7:26,67     | Italia · Stefano Ballo · Stefano Di Cola · Federica Pellegrini · Margherita Panziera · 7:29,35 | Rusia · Alexandr Shchogolev · Alexandr Krasnyj · Anna Yegorova · Anastasiya Kirpichnikova · 7:31,54 |
| 4 × 100 m estilos (20.05) | Reino Unido Kathleen Dawson Adam Peaty James Guy Anna Hopkin 3:38,82 RE | Países Bajos · Kira Toussaint · Arno Kamminga · Nyls Korstanje · Femke Heemskerk · 3:41,28     | Italia · Margherita Panziera · Nicolò Martinenghi · Elena Di Liddo · Alessandro Miressi · 3:42,30   |

### Medallero
| Núm. | País            | Oro | Plata | Bronce | Total |
| ---- | --------------- | --- | ----- | ------ | ----- |
| 1    | Reino Unido     | 11  | 9     | 6      | 26    |
| 2    | Rusia           | 9   | 5     | 8      | 22    |
| 3    | Italia          | 5   | 9     | 13     | 27    |
| 4    | Hungría         | 5   | 3     | 4      | 12    |
| 5    | Países Bajos    | 4   | 5     | 1      | 10    |
| 6    | Ucrania         | 2   | 1     | 0      | 3     |
| 7    | Francia         | 1   | 2     | 2      | 5     |
| 8    | España          | 1   | 1     | 1      | 3     |
| 9    | Finlandia       | 1   | 1     | 0      | 2     |
| 9    | Rumania         | 1   | 1     | 0      | 2     |
| 11   | Grecia          | 1   | 0     | 2      | 3     |
| 11   | Suecia          | 1   | 0     | 2      | 3     |
| 13   | Israel          | 1   | 0     | 0      | 1     |
| 13   | República Checa | 1   | 0     | 0      | 1     |
| 15   | Suiza           | 0   | 2     | 1      | 3     |
| 16   | Dinamarca       | 0   | 1     | 1      | 2     |
| 17   | Austria         | 0   | 1     | 0      | 1     |
| 17   | Bielorrusia     | 0   | 1     | 0      | 1     |
| 17   | Bulgaria        | 0   | 1     | 0      | 1     |
| 17   | Polonia         | 0   | 1     | 0      | 1     |
| 21   | Lituania        | 0   | 0     | 1      | 1     |
|      | TOTAL           | 44  | 44    | 42     | 130   |

## Resultados de saltos

### Masculino
| Evento                          | Oro                                                 | Plata                                                 | Bronce                                                 |
| ------------------------------- | --------------------------------------------------- | ----------------------------------------------------- | ------------------------------------------------------ |
| Trampolín 1 m (12.05)           | Patrick Hausding · Alemania · 427,75 pts.           | Jack Laugher Reino Unido 402,90 pts.                  | Giovanni Tocci · Italia · 402,50 pts.                  |
| Trampolín 3 m (14.05)           | Yevgueni Kuznetsov · Rusia · 525,20                 | Nikita Shleijer · Rusia · 505,80                      | Martin Wolfram · Alemania · 484,65                     |
| Plataforma 10 m (16.05)         | Alexandr Bondar · Rusia · 564,35                    | Thomas Daley Reino Unido 533,30                       | Viktor Minibayev · Rusia · 530,05                      |
| Trampolín 3 m sincro. (13.05)   | Patrick Hausding · Lars Rüdiger · Alemania · 426,78 | Yevgueni Kuznetsov · Nikita Shleijer · Rusia · 415,47 | Olexandr Horshkovozov · Oleh Kolodi · Ucrania · 409,92 |
| Plataforma 10 m sincro. (15.05) | Thomas Daley Matthew Lee Reino Unido 477,57         | Alexandr Bondar · Viktor Minibayev · Rusia · 471,96   | Timo Barthel · Patrick Hausding · Alemania · 424,32    |

### Femenino
| Evento                          | Oro                                                        | Plata                                                | Bronce                                                |
| ------------------------------- | ---------------------------------------------------------- | ---------------------------------------------------- | ----------------------------------------------------- |
| Trampolín 1 m (11.05)           | Elena Bertocchi · Italia · 259,90 pts.                     | Michelle Heimberg · Suiza · 255,55 pts.              | Chiara Pellacani · Italia · 254,15 pts.               |
| Trampolín 3 m (15.05)           | Tina Punzel · Alemania · 330,85                            | Chiara Pellacani · Italia · 321,15                   | Emma Gullstrand · Suecia · 319,60                     |
| Plataforma 10 m (13.05)         | Anna Konanyjina · Rusia · 365,25                           | Yuliya Timoshinina · Rusia · 329,20                  | Andrea Spendolini-Sirieix Reino Unido 326,60          |
| Trampolín 3 m sincro. (16.05)   | Lena Hentschel · Tina Punzel · Alemania · 307,29           | Elena Bertocchi · Chiara Pellacani · Italia · 307,20 | Uliana Kliuyeva · Vitaliya Koroliova · Rusia · 291,00 |
| Plataforma 10 m sincro. (14.05) | Yekaterina Beliayeva · Yuliya Timoshinina · Rusia · 307,44 | Eden Cheng Lois Toulson Reino Unido 290,58           | Xeniya Bailo · Sofiya Lyskun · Ucrania · 286,74       |

### Mixto
| Evento                          | Oro                                                                                             | Plata                                                                                             | Bronce                                                                                 |
| ------------------------------- | ----------------------------------------------------------------------------------------------- | ------------------------------------------------------------------------------------------------- | -------------------------------------------------------------------------------------- |
| Trampolín 3 m sincro. (12.05)   | Chiara Pellacani · Matteo Santoro · Italia · 300,69                                             | Tina Punzel · Lou Massenberg · Alemania · 294,27                                                  | Vitaliya Koroliova · Ilia Molchanov · Rusia · 289,50                                   |
| Plataforma 10 m sincro. (11.05) | Xeniya Bailo · Olexi Sereda · Ucrania · 325,68                                                  | Noah Williams Andrea Spendolini-Sirieix Reino Unido 307,32                                        | Yekaterina Beliayeva · Viktor Minibayev · Rusia · 302,58                               |
| Equipo (10.05)                  | Kristina Ilinyj · Yevgueni Kuznetsov · Yekaterina Beliayeva · Viktor Minibayev · Rusia · 431,80 | Chiara Pellacani · Andreas Larsen · Sarah Jodoin Di Maria · Riccardo Giovannini · Italia · 428,00 | Tina Punzel · Patrick Hausding · Christina Wassen · Lou Massenberg · Alemania · 421,00 |

### Medallero
| Núm. | País        | Oro | Plata | Bronce | Total |
| ---- | ----------- | --- | ----- | ------ | ----- |
| 1    | Rusia       | 5   | 4     | 4      | 13    |
| 2    | Alemania    | 4   | 1     | 3      | 8     |
| 3    | Italia      | 2   | 3     | 2      | 7     |
| 4    | Reino Unido | 1   | 4     | 1      | 6     |
| 5    | Ucrania     | 1   | 0     | 2      | 3     |
| 6    | Suiza       | 0   | 1     | 0      | 1     |
| 7    | Suecia      | 0   | 0     | 1      | 1     |
|      | TOTAL       | 13  | 13    | 13     | 39    |

## Resultados de natación en aguas abiertas

### Masculino
| Evento        | Oro                                       | Plata                                  | Bronce                                   |
| ------------- | ----------------------------------------- | -------------------------------------- | ---------------------------------------- |
| 5 km (12.05)  | Gregorio Paltrinieri · Italia · 55:43,3   | Marc-Antoine Olivier Francia 55:45,1   | Dario Verani · Italia · 55:46,6          |
| 10 km (13.05) | Gregorio Paltrinieri · Italia · 1:51:30,6 | Marc-Antoine Olivier Francia 1:51:41,7 | Florian Wellbrock · Alemania · 1:51:42,0 |
| 25 km (16.05) | Axel Reymond Francia 4:35:59,8            | Matteo Furlan · Italia · 4:36:05,1     | Kiril Abrosimov · Rusia · 4:36:06,2      |

### Femenino
| Evento        | Oro                                              | Plata                                    | Bronce                                |
| ------------- | ------------------------------------------------ | ---------------------------------------- | ------------------------------------- |
| 5 km (12.05)  | Sharon van Rouwendaal · Países Bajos · 58:45,2   | Giulia Gabbrielleschi · Italia · 58:49,3 | Océane Cassignol Francia 58:51,4      |
| 10 km (13.05) | Sharon van Rouwendaal · Países Bajos · 1:59:12,7 | Anna Olasz · Hungría · 1:59:13,0         | Rachele Bruni · Italia · 1:59:15,1    |
| 25 km (16.05) | Lea Boy · Alemania · 4:53:57,0                   | Lara Grangeon Francia 4:54:58,4          | Barbara Pozzobon · Italia · 4:54:58,7 |

### Equipos
| Evento             | Oro                                                                                                 | Plata                                                                        | Bronce                                                                            |
| ------------------ | --------------------------------------------------------------------------------------------------- | ---------------------------------------------------------------------------- | --------------------------------------------------------------------------------- |
| Por equipo (15.05) | Rachele Bruni · Giulia Gabbrielleschi · Gregorio Paltrinieri · Domenico Acerenza · Italia · 54:09,0 | Lea Boy · Leonie Beck · Rob Muffels · Florian Wellbrock · Alemania · 54:18,0 | Réka Rohács · Anna Olasz · Dávid Betlehem · Kristóf Rasovszky · Hungría · 54:18,5 |

### Medallero
| Núm. | País         | Oro | Plata | Bronce | Total |
| ---- | ------------ | --- | ----- | ------ | ----- |
| 1    | Italia       | 3   | 2     | 3      | 8     |
| 2    | Países Bajos | 2   | 0     | 0      | 2     |
| 3    | Francia      | 1   | 3     | 1      | 5     |
| 4    | Alemania     | 1   | 1     | 1      | 3     |
| 5    | Hungría      | 0   | 1     | 1      | 2     |
| 6    | Rusia        | 0   | 0     | 1      | 1     |
|      | TOTAL        | 7   | 7     | 7      | 21    |

## Resultados de natación artística

### Femenino
| Evento                        | Oro | Plata | Bronce |
| ----------------------------- | --- | --- | --- |
| Solo rutina técnica (11.05)   | Marta Fiedina · Ucrania · 91,8455 pts. | Evanyelía Platanioti · Grecia · 89,2897 pts. | Vasilina Jandoshka · Bielorrusia · 87,7173 pts. |
| Solo rutina libre (12.05)     | Varvara Subbotina · Rusia · 96,4333 | Marta Fiedina · Ucrania · 93,7000 | Evanyelía Platanioti · Grecia · 90,8000 |
| Dúo rutina técnica (10.05)    | Svetlana Kolesnichenko · Svetlana Romashina · Rusia · 96,2904 | Marta Fiedina · Anastasiya Savchuk · Ucrania · 92,6862 | Anna-Maria Alexandri · Eirini-Marina Alexandri · Austria · 89,4592 |
| Dúo rutina libre (14.05)      | Svetlana Kolesnichenko · Svetlana Romashina · Rusia · 97,9000 | Marta Fiedina · Anastasiya Savchuk · Ucrania · 94,3333 | Anna-Maria Alexandri · Eirini-Marina Alexandri · Austria · 90,8667 |
| Equipo rutina técnica (12.05) | Rusia · Vlada Chiguiriova · Marina Goliadkina · Veronika Kalinina · Svetlana Kolesnichenko · Polina Komar · Svetlana Romashina · Ala Shishkina · Mariya Shurochkina · 95,6705                                       | Ucrania · Maryna Alexiva · Vladyslava Alexiva · Marta Fiedina · Kateryna Reznik · Anastasiya Savchuk · Alina Shynkarenko · Xeniya Sydorenko · Yelyzaveta Yajno · 92,3920                                                | España · Ona Carbonell · Berta Ferreras Sanz · Meritxell Mas Pujadas · Alisa Ozhogina · Paula Ramírez Ibáñez · Sara Saldaña López · Iris Tió Casas · Blanca Toledano · 89,7700                                          |
| Equipo rutina libre (14.05)   | Ucrania · Maryna Alexiva · Vladyslava Alexiva · Marta Fiedina · Kateryna Reznik · Anastasiya Savchuk · Alina Shynkarenko · Xeniya Sydorenko · Yelyzaveta Yajno · 95,0667                                            | España · Abril Conesa Prieto · Berta Ferreras Sanz · Meritxell Mas Pujadas · Alisa Ozhogina · Paula Ramírez Ibáñez · Sara Saldaña López · Iris Tió Casas · Blanca Toledano Laut · 91,2333                               | Israel Eden Blecher Shelly Bobritsky Maya Dorf Noy Gazala Catherine Kunin Nikol Nahshonov Ariel Nassee Polina Prikazchikova 86,8000                                                                                     |
| Combinación libre (13.05)     | Ucrania · Maryna Alexiva · Vladyslava Alexiva · Olesia Derevianchenko · Marta Fiedina · Veronika Hryshko · Kateryna Reznik · Anastasiya Savchuk · Alina Shynkarenko · Xeniya Sydorenko · Yelyzaveta Yajno · 94,7000 | Grecia · María Alziguzi Kominea · Eleni Deliyanni · Eleni Fragaki · Krystalenia Yalamá · Pinelopi Karamesiu · Zoí Karányelu · Danái Kariori · Andriana Misikevych · Yeoryía Vasilopulu · Violeta Zuzuni · 89,1000       | Bielorrusia · Vera Butsel · Marharyta Kiryliuk · Hanna Koutsun · Yana Kudzina · Xeniya Kuliashova · Anastasiya Navasiolava · Valeryia Puz · Anastasiya Suvalava · Xeniya Tratseuskaya · Aliaxandra Vysotskaya · 86,0667 |
| Combinación highlight (15.05) | Ucrania · Maryna Alexiva · Vladyslava Alexiva · Marta Fiedina · Veronika Hryshko · Anna Nosova · Kateryna Reznik · Anastasiya Savchuk · Alina Shynkarenko · Xeniya Sydorenko · Yelyzaveta Yajno · 95,3000           | Bielorrusia · Vera Butsel · Marharyta Kiryliuk · Hanna Koutsun · Yana Kudzina · Xeniya Kuliashova · Anastasiya Navasiolava · Valeryia Puz · Anastasiya Suvalava · Xeniya Tratseuskaya · Aliaxandra Vysotskaya · 86,5667 | Hungría · Niké Barta · Katalin Csilling · Linda Farkas · Boglárka Gács · Lilien Götz · Hanna Hatala · Szabina Hungler · Adelin Regényi · Luca Rényi · Anna Viktória Szabó · 79,1000                                     |

### Mixto
| Evento                     | Oro                                                        | Plata                                                   | Bronce                                               |
| -------------------------- | ---------------------------------------------------------- | ------------------------------------------------------- | ---------------------------------------------------- |
| Dúo rutina técnica (10.05) | Maiya Gurbanberdiyeva · Alexandr Maltsev · Rusia · 91,7963 | Emma García García · Pau Ribes Cullà · España · 84,8694 | Isotta Sportelli · Nicolò Ogliari · Italia · 77,4281 |
| Dúo rutina libre (14.05)   | Olesia Platonova · Alexandr Maltsev · Rusia · 93,9333      | Emma García García · Pau Ribes Cullà · España · 86,5333 | Isotta Sportelli · Nicolò Ogliari · Italia · 81,8667 |

### Medallero
| Núm. | País        | Oro | Plata | Bronce | Total |
| ---- | ----------- | --- | ----- | ------ | ----- |
| 1    | Rusia       | 6   | 0     | 0      | 6     |
| 2    | Ucrania     | 4   | 4     | 0      | 8     |
| 3    | España      | 0   | 3     | 1      | 4     |
| 4    | Grecia      | 0   | 2     | 1      | 3     |
| 5    | Bielorrusia | 0   | 1     | 2      | 3     |
| 6    | Austria     | 0   | 0     | 2      | 2     |
| 6    | Italia      | 0   | 0     | 2      | 2     |
| 8    | Hungría     | 0   | 0     | 1      | 1     |
| 8    | Israel      | 0   | 0     | 1      | 1     |
|      | TOTAL       | 10  | 10    | 10     | 30    |

## Medallero total
| Núm. | País            | Oro | Plata | Bronce | Total |
| ---- | --------------- | --- | ----- | ------ | ----- |
| 1    | Rusia           | 20  | 9     | 13     | 42    |
| 2    | Reino Unido     | 12  | 13    | 7      | 32    |
| 3    | Italia          | 10  | 14    | 20     | 44    |
| 4    | Ucrania         | 7   | 5     | 2      | 14    |
| 5    | Países Bajos    | 6   | 5     | 1      | 12    |
| 6    | Hungría         | 5   | 4     | 6      | 15    |
| 7    | Alemania        | 5   | 2     | 4      | 11    |
| 8    | Francia         | 2   | 5     | 3      | 10    |
| 9    | España          | 1   | 4     | 2      | 7     |
| 10   | Grecia          | 1   | 2     | 3      | 6     |
| 11   | Finlandia       | 1   | 1     | 0      | 2     |
| 11   | Rumania         | 1   | 1     | 0      | 2     |
| 13   | Suecia          | 1   | 0     | 3      | 4     |
| 14   | Israel          | 1   | 0     | 1      | 2     |
| 15   | República Checa | 1   | 0     | 0      | 1     |
| 16   | Suiza           | 0   | 3     | 1      | 4     |
| 17   | Bielorrusia     | 0   | 2     | 2      | 4     |
| 18   | Austria         | 0   | 1     | 2      | 3     |
| 19   | Dinamarca       | 0   | 1     | 1      | 2     |
| 20   | Bulgaria        | 0   | 1     | 0      | 1     |
| 20   | Polonia         | 0   | 1     | 0      | 1     |
| 22   | Lituania        | 0   | 0     | 1      | 1     |
|      | TOTAL           | 74  | 74    | 72     | 220   |